# کوونات ژندووه
کوونات ژندووه (به لهستانی:  Kownaty Żędowe) یک روستا در لهستان است که در گمینا چیخانوو واقع شده‌است.